# Vladislav Lomko
Vladislav Lomko (Nizhni Taguil, Sverdlovsk, 27 de diciembre de 2004) es una piloto de automovilismo ruso. Fue subampeón de la Eurofórmula Open de 2022 y de European Le Mans Series de 2024.

## Carrera

### Inicios
Lomko comenzó en el Karting en Rusia, donde terminó tercero en el campeonato nacional en 2016, antes de mudarse a Francia a la edad de 14 años para competir en series europeas. Su mayor éxito en la escena del karting internacional sería ganar el Campeonato de Benelux.

### Fórmula 4
En 2019, el ruso debutó en monoplazas, compitiendo en la ronda del Hungaroring del Campeonato Francés de F4. Más tarde volvería a competir en la ronda final en Le Castellet, logrando dos resultados entre los diez primeros.

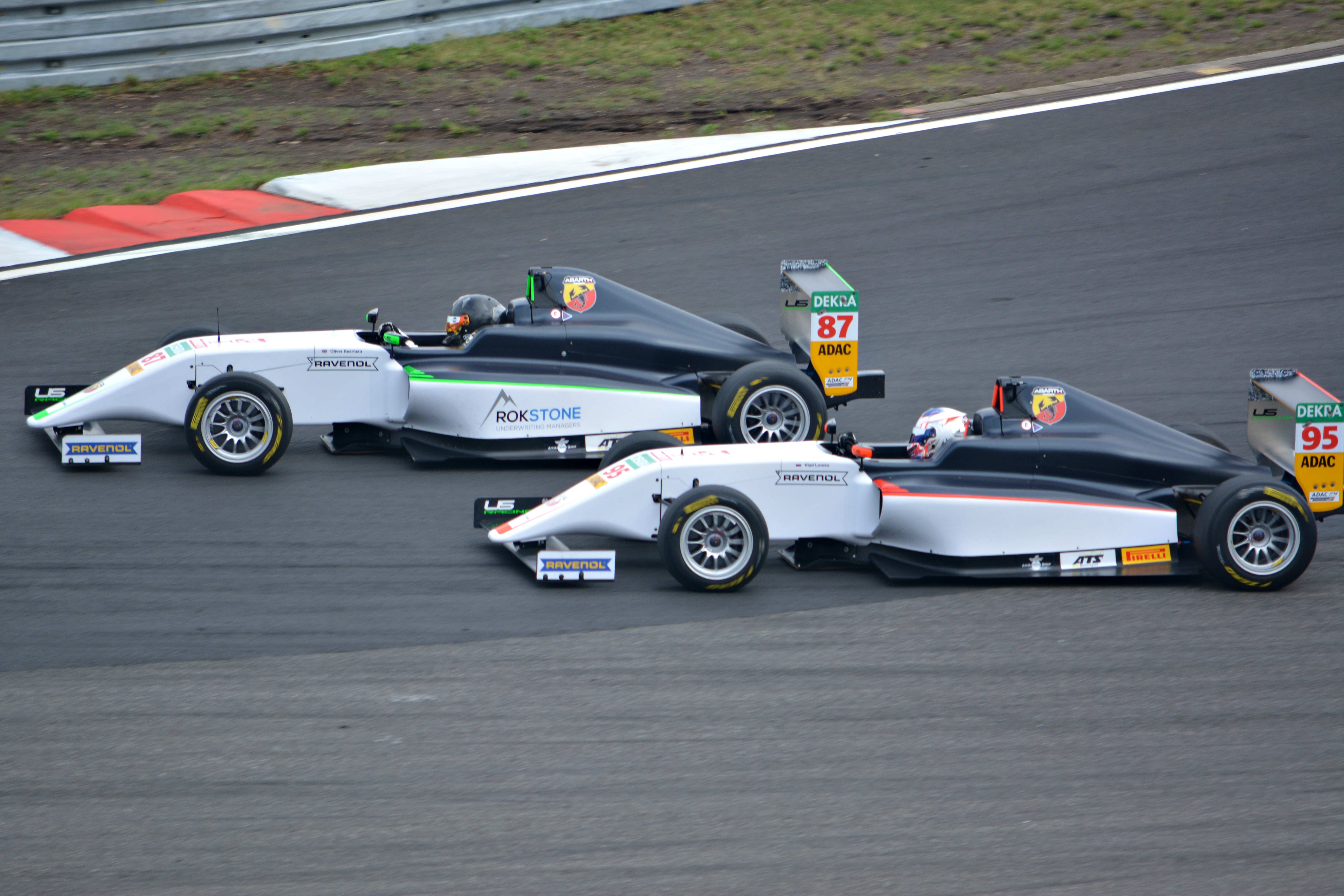
Bearman y Lomko en Nürburgring, 2020.

Para la temporada 2020, Lomko se cambió al ADAC Fórmula 4 y se asoció con Elias Seppänen y sus compañeros novatos Tim Tramnitz y Oliver Bearman en US Racing.
La temporada comenzó de manera decepcionante, ya que Lomko fue el único de sus compañeros de equipo que no consiguió un podio en el primer tercio del año. 
Sin embargo, en la cuarta ronda en Nürburgring, el ruso se llevaría su primera victoria en carreras de autos, anotando la vuelta más rápida además de la victoria. Lomko se sumó a eso en el penúltimo evento en Lausitzring, ganando una Carrera 1 caótica y mojada.
 

Terminó la temporada octavo en la clasificación, solo once puntos detrás de su compañero de equipo Bearman, pero sin embargo, el más bajo de los pilotos de US Racing.

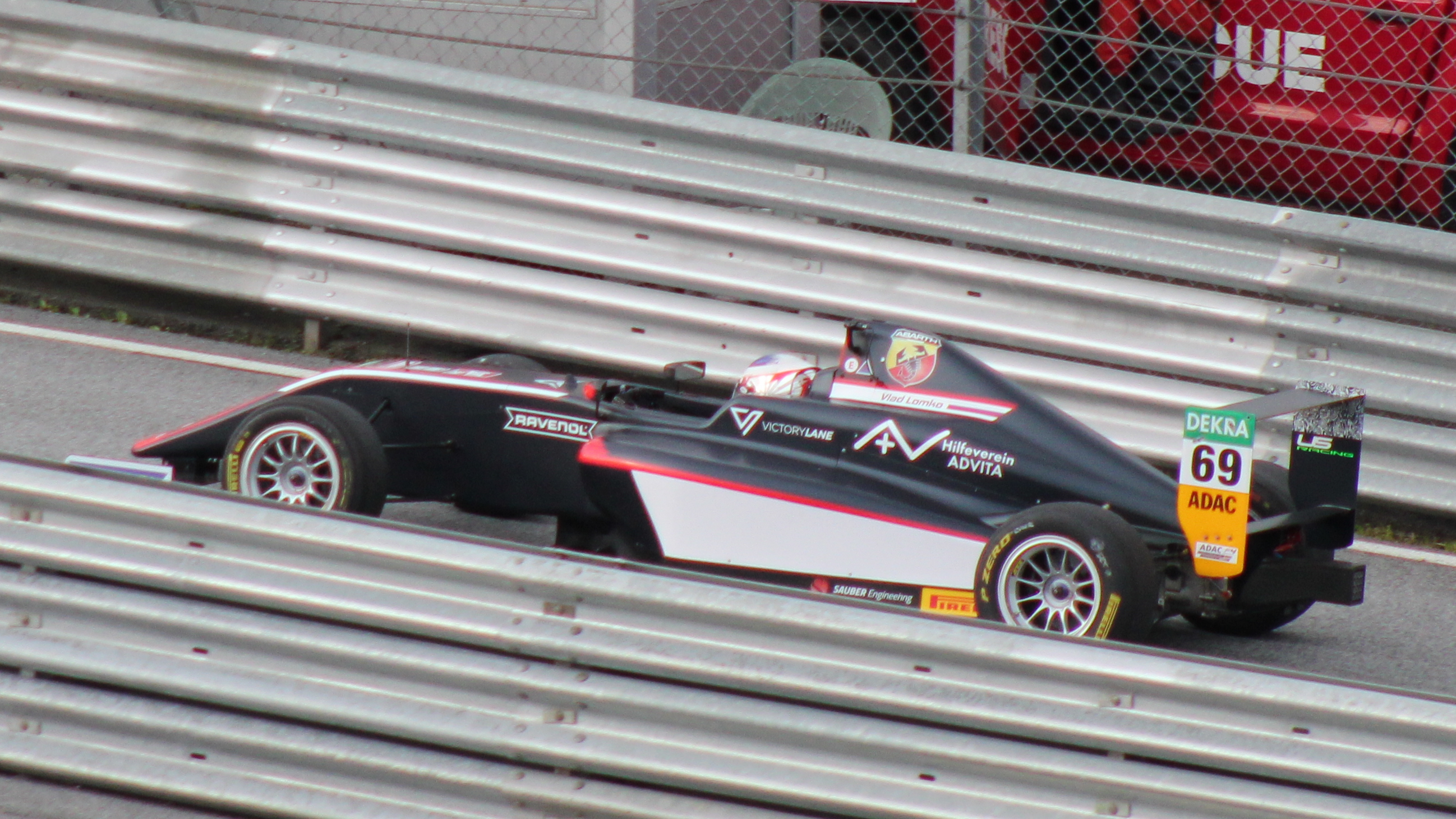
Lomko en el Red Bull Ring, 2021.

Al año siguiente, Lomko hizo una aparición única en el Campeonato de EAU de Fórmula 4 con BWT Mücke Motorsport, ganando dos carreras de la final en el Autódromo de Dubái.
Para participar en su campaña principal, Lomko regresó a US Racing para conducir una vez más junto a Tramnitz en la ADAC Fórmula 4, pero esta vez con Luke Browning y, en ocasiones, Alex Dunne. Obtuvo una victoria en la carrera de parrilla invertida en Sachsenring, defendiéndose de su excompañero de equipo Bearman en las últimas vueltas.
Lomko logró tres podios más, todos en tercer lugar, y terminó sexto, siendo derrotado significativamente por Tramnitz y Browning.
También participaría en el Campeonato de Italia de Fórmula 4, en donde lograría obtener un podio de tercer lugar en la Le Castellet.

### Eurofórmula Open
En 2022, Lomko avanzó a la Eurofórmula Open, conduciendo para CryptoTower Racing junto a Christian Mansell y el retornado de la serie Josh Mason. En su primera carrera en el Estoril, Lomko, compitiendo con licencia francesa, terminó segundo y se llevó una victoria de novato.
La segunda carrera sería menos exitosa después del contacto con Nicola Marinangeli, pero recuperaría el quinto lugar en la carrera 3. Lomko siguió con un tercer lugar en la Carrera 1 en Pau, habiendo comenzado segundo pero siendo superado por su compañero de equipo Mansell en la salida. Sin embargo, el domingo cambiaría su suerte, ganando el Gran Premio de Pau y consiguiendo su primera victoria en la serie.

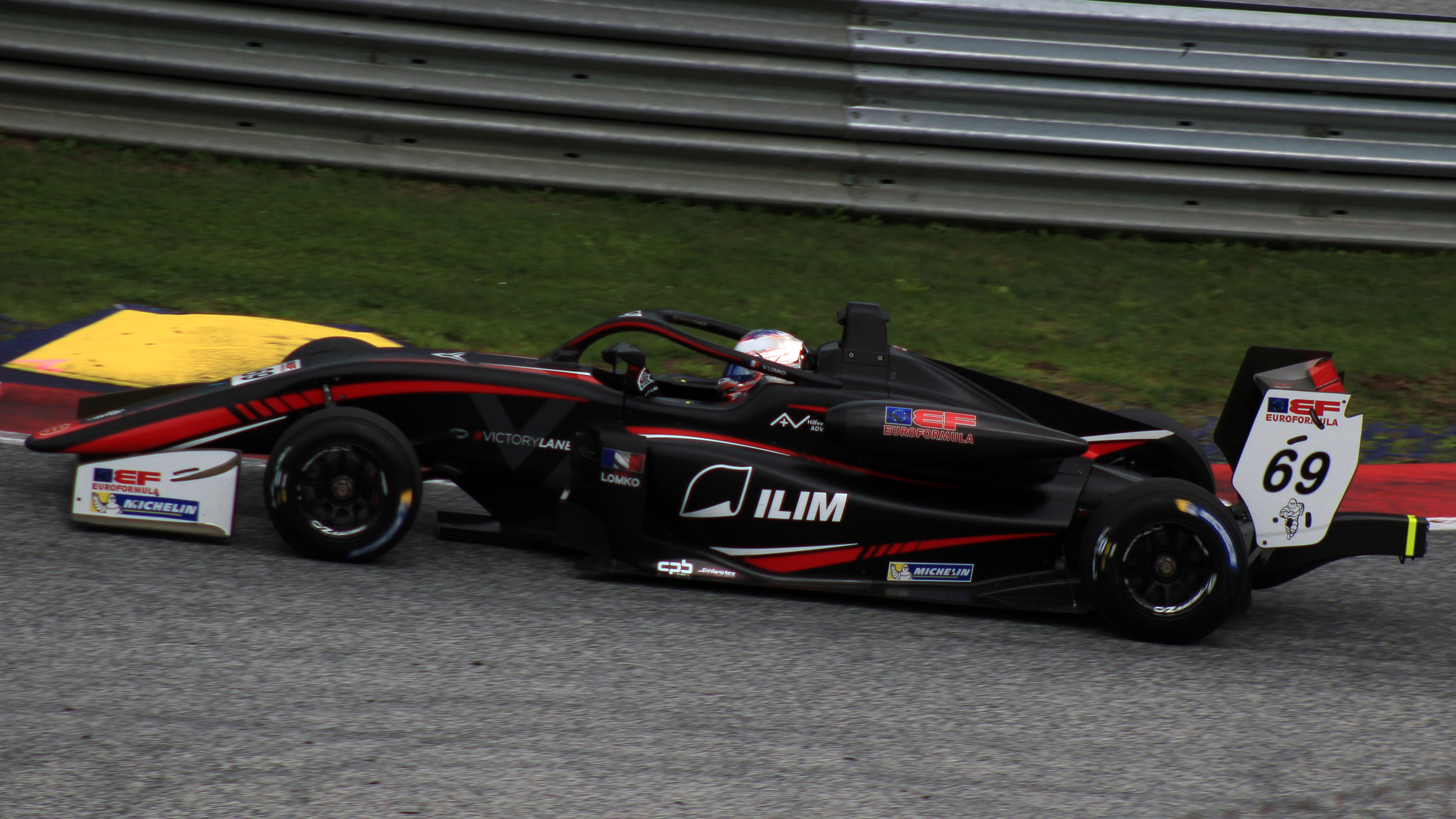
Lomko en el Red Bull Ring, 2022.

Siguió un triple de podios en Le Castellet, después de lo cual el ruso logró sumar dos podios en Bélgica, habiéndose visto obligado a salir desde el final de la parrilla en las tres carreras. Obtuvo su primera pole position en la categoría en el siguiente evento en el Hungaroring, pero solo terminaría logrando un único segundo lugar durante el fin de semana. Después de haber declarado durante las vacaciones de verano que tenía la velocidad para pelear con el líder del campeonato, Oliver Goethe, Lomko obtuvo la victoria en la Carrera 2 en Imola y siguió con un triple de podios en Spielberg, que incluyó otra victoria en la carrera.
La penúltima ronda de la campaña traería aún más éxito para Lomko, ya que convirtió la pole position en victoria en una carrera bajo la lluvia el sábado. Al día siguiente, dos reñidas luchas por el liderato de la carrera dieron como resultado un par de podios, con Lomko saliendo victorioso en la Carrera 3.
A pesar de esto, una victoria y otro segundo lugar durante la final de temporada en Barcelona no pudieron evitar que Goethe tomara el primer puesto. título, ya que Lomko se vio obligado a conformarse con el segundo lugar en el campeonato, mientras que también ganó el Campeonato de Novatos de manera dominante.

### Super Formula Lights
A fines de 2022, Lomko participó en la prueba de postemporada de Super Formula Lights en Suzuka, conduciendo para el equipo ganador del campeonato TOM'S junto con la campeona del Campeonato de Fórmula Regional Japonesa, Miki Koyama.

## Vida personal
Su hermano Lev también es piloto de carreras, y recientemente compitió en karts en la categoría KZ2.

## Resumen de carrera
| Temporada | Categoría                               | Equipo                    | Carreras     | Victorias    | Poles        | VR           | Podios       | Puntos       | Pos.         |
| --------- | --------------------------------------- | ------------------------- | ------------ | ------------ | ------------ | ------------ | ------------ | ------------ | ------------ |
| 2019      | Campeonato Francés de F4                | FFSA Academy              | 6            | 0            | 0            | 0            | 0            | 0            | NC†          |
| 2020      | ADAC Fórmula 4                          | US Racing                 | 21           | 2            | 0            | 2            | 2            | 133          | 8.º          |
| 2020      | Campeonato de Italia de Fórmula 4       | US Racing                 | 4            | 0            | 0            | 0            | 0            | 0            | 34.º         |
| 2021      | Campeonato de EAU de Fórmula 4          | BWT Mücke Motorsport      | 4            | 2            | 1            | 0            | 2            | 66           | 12.º         |
| 2021      | ADAC Fórmula 4                          | US Racing                 | 18           | 1            | 0            | 1            | 3            | 134          | 6.º          |
| 2021      | Campeonato de Italia de Fórmula 4       | US Racing                 | 8            | 0            | 0            | 0            | 1            | 43           | 11.º         |
| 2021      | Copa Drexler Automotriz Fórmula 4       | US Racing                 | 2            | 0            | 0            | 0            | 1            | 23           | 6.º          |
| 2022      | Campeonato de Fórmula Regional Asiática | Hitech Grand Prix         | 3            | 0            | 0            | 0            | 0            | 0            | 34.º         |
| 2022      | Eurofórmula Open                        | CryptoTower Racing        | 26           | 6            | 2            | 5            | 19           | 434          | 2.º          |
| 2023      | Asian Le Mans Series - LMP3             | CD Sport                  | 4            | 0            | 0            | 1            | 0            | 18           | 9.º          |
| 2023      | European Le Mans Series - LMP2          | Cool Racing               | 6            | 0            | 2            | 1            | 1            | 69           | 6.º          |
| 2023      | 24 Horas de Le Mans - LMP2              | Cool Racing               |              |              |              |              |              |              | DNF          |
| 2023-24   | Middle East Trophy - 992                | Mühlner Motorsport        | 2            | 0            | 0            | 0            | 0            | 16           | 10.º         |
| 2023-24   | Asian Le Mans Series - LMP2             | Cool Racing               | 3            | 0            | 0            | 0            | 0            | 1            | 19.º         |
| 2024      | European Le Mans Series - LMP2          | Inter Europol Competition | 6            | 1            | 0            | 0            | 2            | 81           | 2.º          |
| 2024      | 24 Horas de Le Mans - LMP2              | Inter Europol Competition | 1            | 0            | 0            | 0            | 1            | N/A          | 2.º          |
| 2024      | International GT Open                   | Scuderia Villorba Corse   | 4            | 0            | 0            | 0            | 0            | 0            | 51.º         |
| 2024-25   | Asian Le Mans Series - LMP2             | Proton Competition        | Disputándose | Disputándose | Disputándose | Disputándose | Disputándose | Disputándose | Disputándose |
| Fuente:   |                                         |                           |              |              |              |              |              |              |              |

## Resultados

### ADAC Fórmula 4
(Clave) (negrita indica pole position) (cursiva indica vuelta rápida puntuable)

| Año  | Equipo    | 1   | 1   | 1   | 2   | 2   | 2   | 3   | 3   | 3   | 4   | 4   | 4   | 5   | 5   | 5   | 6   | 6   | 6   | 7   | 7   | 7   | Pos | Puntos | Ref. |
| ---- | --------- | --- | --- | --- | --- | --- | --- | --- | --- | --- | --- | --- | --- | --- | --- | --- | --- | --- | --- | --- | --- | --- | --- | ------ | ---- |
| 2020 | US Racing | LAU | LAU | LAU | NÜR | NÜR | NÜR | HOC | HOC | HOC | NÜR | NÜR | NÜR | SPI | SPI | SPI | LAU | LAU | LAU | OSC | OSC | OSC | 8.º | 133    |      |
| 2020 | US Racing | 6   | 6   | Ret | 6   | 15  | DSQ | 8   | 10  | 11  | 8   | 8   | 1   | 7   | 7   | 4   | 1   | Ret | 10  | 6   | 4   | 10  | 8.º | 133    |      |
| 2021 | US Racing | SPI | SPI | SPI | ZAN | ZAN | ZAN | HOC | HOC | HOC | SAC | SAC | SAC | HOC | HOC | HOC | NÜR | NÜR | NÜR |     |     |     | 6.º | 134    |      |
| 2021 | US Racing | 9   | 12  | NC  | 7   | 10  | Ret | 5   | 6   | 3   | 5   | 7   | 1   | 3   | 6   | 7   | 3   | 9   | 9   |     |     |     | 6.º | 134    |      |

### Eurofórmula Open
(Clave) (negrita indica pole position) (cursiva indica vuelta rápida puntuable)

| Año  | Escudería          | 1   | 1   | 1   | 2   | 2   | 3   | 3   | 3   | 4   | 4   | 4   | 5   | 5   | 5   | 6   | 6   | 6   | 7   | 7   | 7   | 8   | 8   | 8   | 9   | 9   | 9   | Pos. | Puntos | Ref. |
| ---- | ------------------ | --- | --- | --- | --- | --- | --- | --- | --- | --- | --- | --- | --- | --- | --- | --- | --- | --- | --- | --- | --- | --- | --- | --- | --- | --- | --- | ---- | ------ | ---- |
| 2022 | CryptoTower Racing | POR | POR | POR | PAU | PAU | LEC | LEC | LEC | SPA | SPA | SPA | BUD | BUD | BUD | IMO | IMO | IMO | SPI | SPI | SPI | MNZ | MNZ | MNZ | BAR | BAR | BAR | 2.º  | 434    |      |
| 2022 | CryptoTower Racing | 2   | 11  | 5   | 3   | 1   | 2   | 3   | 3   | 4   | 3   | 3   | 2   | 5   | 5   | 2   | 1   | 5   | 3   | 1   | 3*  | 1   | 2   | 1*  | 6   | 1   | 2   | 2.º  | 434    |      |

### Asian Le Mans Series
(Clave) (negrita indica pole position) (cursiva indica vuelta rápida puntuable)

| Año     | Escudería | Clase | Automóvil      | 1     | 2     | 3       | 4     | Pos. | Puntos |
| ------- | --------- | ----- | -------------- | ----- | ----- | ------- | ----- | ---- | ------ |
| 2023    | CD Sport  | LMP3  | Ligier JS P320 | DUB 7 | DUB 5 | ABU Ret | ABU 9 | 9.º  | 18     |
| Fuente: |           |       |                |       |       |         |       |      |        |